# Heidi Sundal
Heidi Sundal, född den 30 oktober 1962 i Oslo, Norge, är en norsk handbollsspelare.
Hon tog OS-silver i damernas turnering i samband med de olympiska handbollstävlingarna 1988 i Seoul.
Hon tog även OS-silver igen i damernas turnering i samband med de olympiska handbollstävlingarna 1992 i Barcelona.